# Terras da Coroa da Boêmia

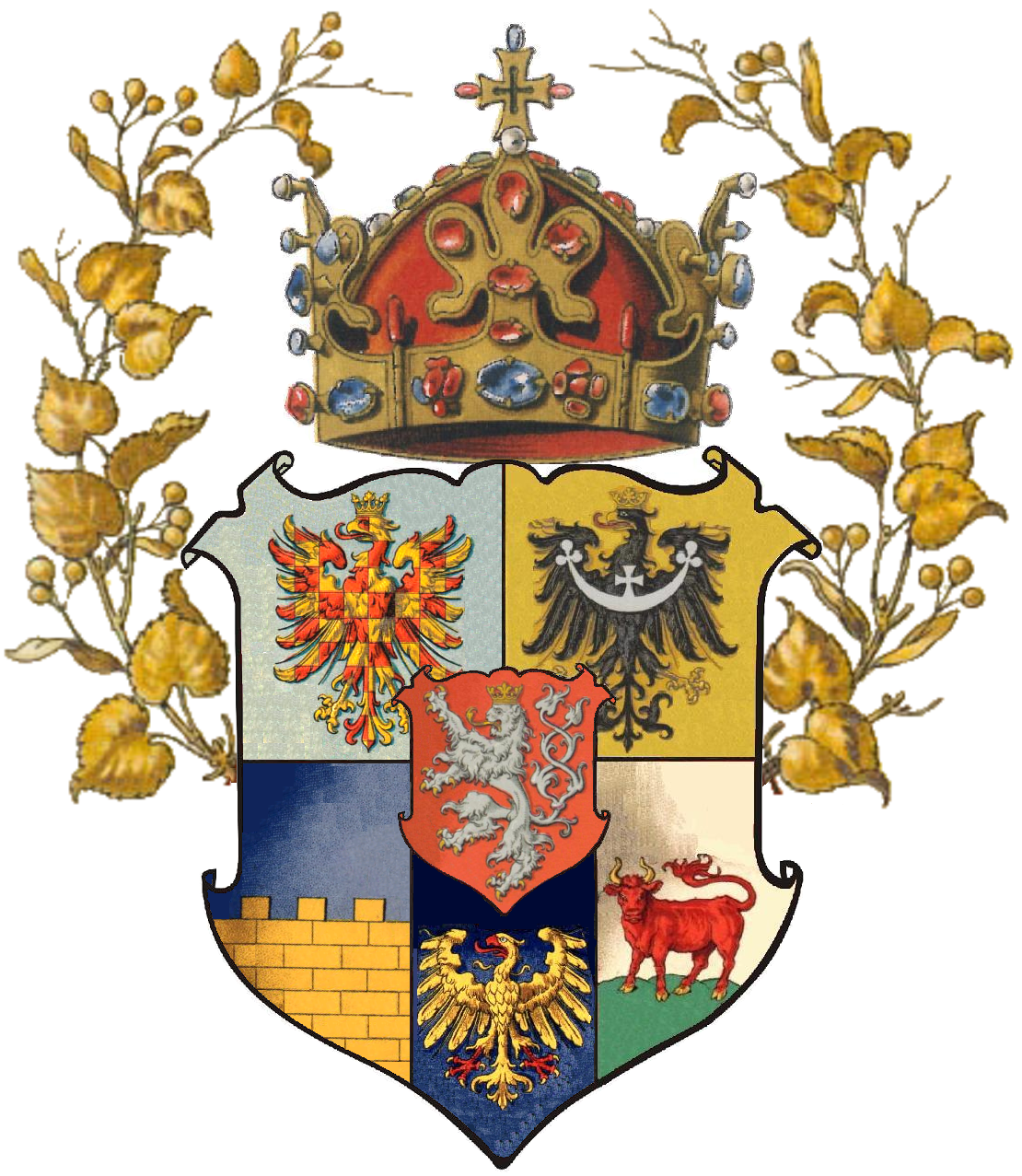
Escudo de Armas das Terras da Coroa da Boêmia (até 1635), em sentido das agulhas do relógio:
Águia de Morávia (ajedreada),
Águia da Silésia dos Piastas,
boi de Baixa Lusácia,
Águia de Alta Silésia,
Muro de Alta Lusácia,
em surtout Leão da Boêmia,
sob a Coroa de Venceslau,
engalanado com folhas de tilo.
Hugo Gerhard Ströhl (1851–1919)

As Terras da Coroa Boêmia (em alemão:  Böhmische Kronländer checo: zem tcheco/checo:  země Koruny českéě Koruny české; em alemão: Böhmische Kronländer; em latim: Corona regni Bohemiae), também chamadas Terras da Coroa de São Venceslau (země Koruny svatováclavské) ou simplesmente Coroa Boêmia (Koruna česká) ou Terras da Coroa Checa (České korunní země), se refere à região conectada por relações feudais baixo o governo conjunto dos reis de Boêmia. Portanto o termo não se refere à coroa física dos reis boêmios (a Coroa de São Venceslau) sinão aos Estados boêmios propriamente.
A Coroa Boêmia também não era uma união pessoal nem uma federação de membros iguais. Mais bem, o Reino de Boêmia tinha  um status mais alto que os outros Estados constituintes incorporados dentro do Sacro Império Romano-Germânico Ao lado da corte de Boêmia não existiam instituições comuns de Estado.

## História

### Přemyslidas
Nos séculos X e XI na Boêmia, a Marca de Morávia e Kladsko foram consolidados sob o governo da dinastia Premyslida, que com Ottokar I atingiu o título real hereditário em 1198 do anti-rei germano Felipe de Suábia e o Ducado de Boêmia foi elevado à categoria de Reino de Boêmia. A realeza foi ultimamente confirmada pelo rei Federico II na Bula de Ouro da Sicília de 1212.
O rei Ottokar II da Boêmia adquiriu o Ducado de Áustria em 1251, o Ducado de Estíria em 1261, o Egerland em 1266, o Ducado da Caríntia com a Marca de Carniola e a Marca Víndica em 1269 bem como a Marca de Friuli em 1272. Seus planos de converter a Boêmia no principal Estado Imperial foram abortados pelo rei rival Habsburgo Rodolfo I de Alemanha na Batalha de Marchfeld de 1278.

### Luxemburgos
A Casa de Luxemburgo, reis de Boêmia desde a extinção dos Premyslidas em 1306, de novo aumentaram significativamente as terras boêmias: o rei João, o Cego converteu em vassalo a maior parte dos duques Piastas polacos de Silésia, sua suserania foi reconhecida pelo rei polaco Casimiro III o Grande no Tratado de Trentschin de 1335. Também conseguiu a enfeudação das terras de Alta Lusácia em Bautzen (1319) e Görlitz (1329) do rei Luis IV.

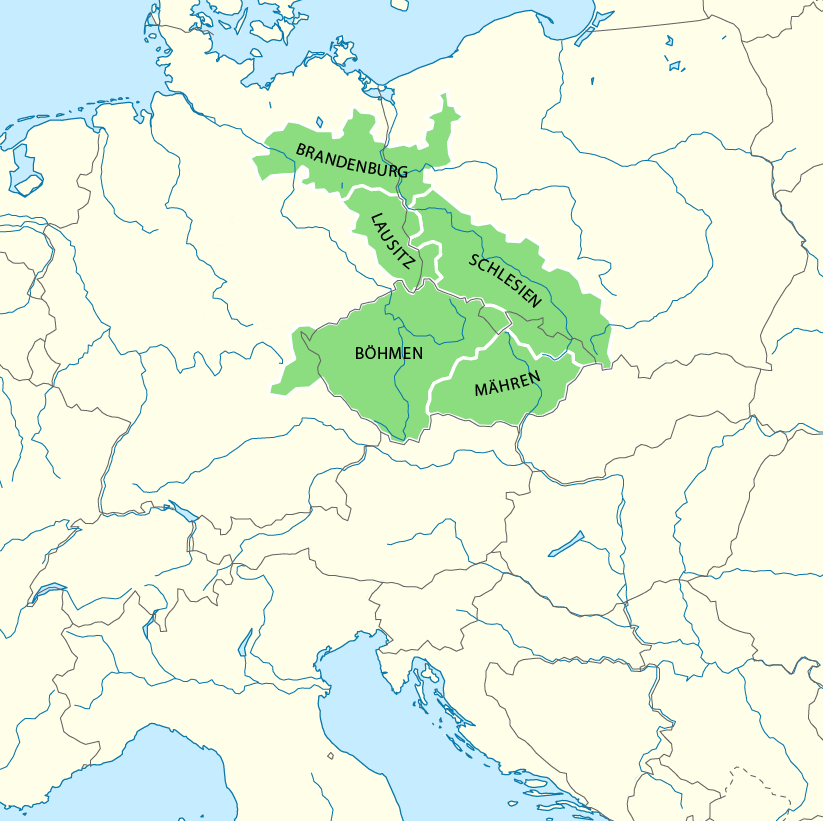
Terras boêmias de Carlos IV de 1373, sobrepostas com as fronteiras modernas.

O filho maior de João, Carlos IV foi eleito Rei dos Romanos em 1346 e sucedeu a seu pai como Rei da Boêmia no mesmo ano. Carlos IV criou Terras da Coroa de Boêmia (Země Koruny české), juntamente com as províncias incorporadas em 1348. A dinastia de Luxemburgo atingiu o ponto mais alto, quando Carlos foi coroado Imperador do Sacro Império em 1355. Por sua autoridade imperial decretou que a unidade das terras boêmias deveriam perdurar independentemente dos acontecimentos dinásticos, inclusive se a linha dos Luxemburgos se extinguisse.
Em 1367 comprou Baixa Lusácia de sua enteado o marquês Otão V de Brandeburgo. Junto ao original Condado de Luxemburgo propriamente, a dinastia sustentava feudos imperiais não contíguos nos Países Baixos, como os ducados de Brabante e Limburgo, adquiridos através de casal do meio-irmão mais jovem  de Carlos Venceslau de Luxemburgo, em 1355 bem como a aquisição do Margraviato de Brandeburgo em 1373. Como tanto o Rei da Boêmia quanto o Marquês de Brandeburgo tinham sido designados príncipes-eleitores na Bula de Ouro de 1356, os Luxemburgos tinham dois votos no colégio eleitoral, assegurando a sucessão do filho de Carlos, Venceslau, em 1376.
Com o rei Venceslau, começou o decline da dinastia Luxemburgo. Ele mesmo foi deposto como Rei dos Romanos em 1400; Brabante, Limburgo (em 1406) e inclusive Luxemburgo mesmo (em 1411) foram cedidos à francesa Casa de Valois-Borgonha, enquanto que Brandeburgo passou à Casa de Hohenzollern em 141. No entanto, o governo conjunto das Terras de Boêmia sobreviveu as guerras husitas e a extinção da linha masculina dos Luxemburgo depois da morte do imperador Segismundo em 1437.
Vladislao II da dinastia Jogalia, filho do rei polaco Casimiro IV, foi designado Rei de Boêmia em 1471, enquanto as terras da coroa de Morávia, Silésia e as Lusácias foram ocupadas pelo rei rival Matias Corvino da Hungria. Em 1479 ambos reis assinaram o Tratado de Olomouc, onde a unidade das terras da coroa da boêmia permaneceriam oficialmente sem mudanças e os monarcas elegeriam um ao outro como únicos herdeiros. Depois da morte do rei Matias em 1490, Vladislao governou as Terras da Coroa Boêmia e o Reino da Hungria em união pessoal.

### Habsburgos

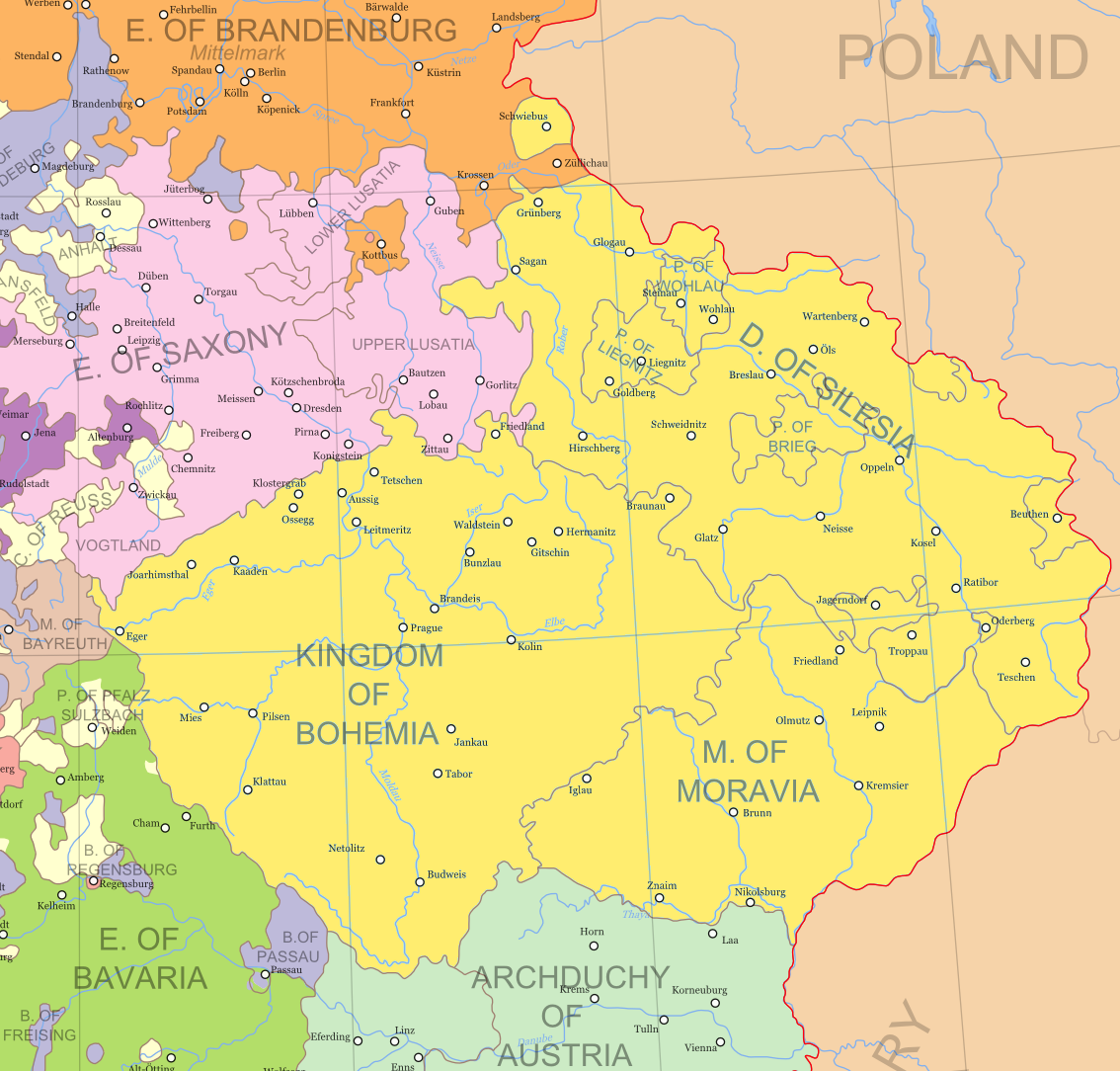
Coroa da Boêmia em 1648

Quando Luis, o único filho de Vladislao, foi morto na batalha de Mohács em 1526, uma convenção de nobres boêmios elegeu a seu irmão político, o arquiduque da Casa de Habsburgo Fernando I de Áustria, novo rei das terras da coroa boêmia. Conjuntamente com as "terras hereditarias" austríacas e o reino húngaro formaram a Monarquia Habsburgo, que nos seguintes séculos surgiu do Sacro Império Romano-Germânico como uma potência européia separada. As tentativas dos Estados boêmios protestantes de construir uma confederação autônoma foi interrompida na batalha da Montanha Branca de 1620, desde quando a administração foi centralizada em Viena. Ademais os governantes Habsburgos perderam as Lusácias em favor do Eleitorado da Saxônia na Paz de Praga de 1635 e a maior parte de Silésia com Kladsko em favor do rei Federico II de Prússia no Tratado de Breslau de 1742.
Na Era Moderna, as restantes terras da Coroa de Boêmia, Morávia e Silésia Austríaca converteram-se em partes constituintes do Império Austríaco em 1804 e da metade de Cisleitânia de Áustria–Hungria em 1867. Após a Segunda Guerra Mundial e da dissolução da monarquia austro-húngara, estas se converteram nas regiões históricas usualmente referidas como terras checas formando a República Checa. A Silésia Austríaca com a região de Hlučín hoje conhece-se como Silésia Checa, com a excepção da oriental Silésia de Cieszyn que passou à Segunda República Polonesa em 1920.

## Territórios
Junto da Boêmia propriamente, os territórios incorporados incluíam:
- O Margraviato Moravo (Markrabství moravské), adquirido pelos governantes Premyslidas e Slavník após a Batalha de Lechfeld de 955, perdidos em 999 em favor do Reino de Polônia e reconquistados pelo Duque Bretislao I em 1035;
- O Egerland (Chebsko) foi novamente obtido por Venceslau II entre 1291-1306; definitivamente dado em prenda a Boêmia pelo imperador Luis IV em 1322 e subsequentemente governado em união pessoal com Boêmia propriamente;
- Alta Lusácia (Horní Lužice), incorporada pelo rei João I de Boêmia (Jan Lucemburskýi) em 1319 (Bautzen) e 1329 (Görlitz), e a Baixa Lusácia (Dolní Lužice), anterirmente Margraviato de Lusácia), adquiridos pelo filho de João, Carlos IV de Otão V, Marquês de Brandeburgo em 1367. Fernando II de Habsburgo perdeu as Lusácias em favor do Eleitorado da Saxônia na Paz de Praga de 1635;
- Os Ducados de Silésia (Slezsko), adquiridos pelo Tratado de Trentschin de 1335 entre o rei João I de Boêmia e o rei Casimiro III de Polônia. A rainha Maria Teresa perdeu Silésia em 1742 em favor do rei Federico II de Prússia pelo Tratado de Breslau, com a exceção de sua parte sur-oriental que se converteu na chamada Silésia austríaca e depois na Silésia Checa.

Bem como:
- A parte norte do Alto Palatinado ("Palatinado Boêmio") em Sulzbach, incorporado por Carlos IV em 1355. O filho de Carlos, Venceslau perdeu a região em 1401 em favor do Eleitorado do Palatinado sob o rei Roberto de Alemanha;
- O Brandeburgo Eleitoral, adquirido por Carlos IV do Duque Otão V de Wittelsbach em 1373. O filho de Carlos, Segismundo perdeu Brandeburgo em 1415 em favor de Federico I, Eleitor de Brandeburgo.

## Divisões administrativas

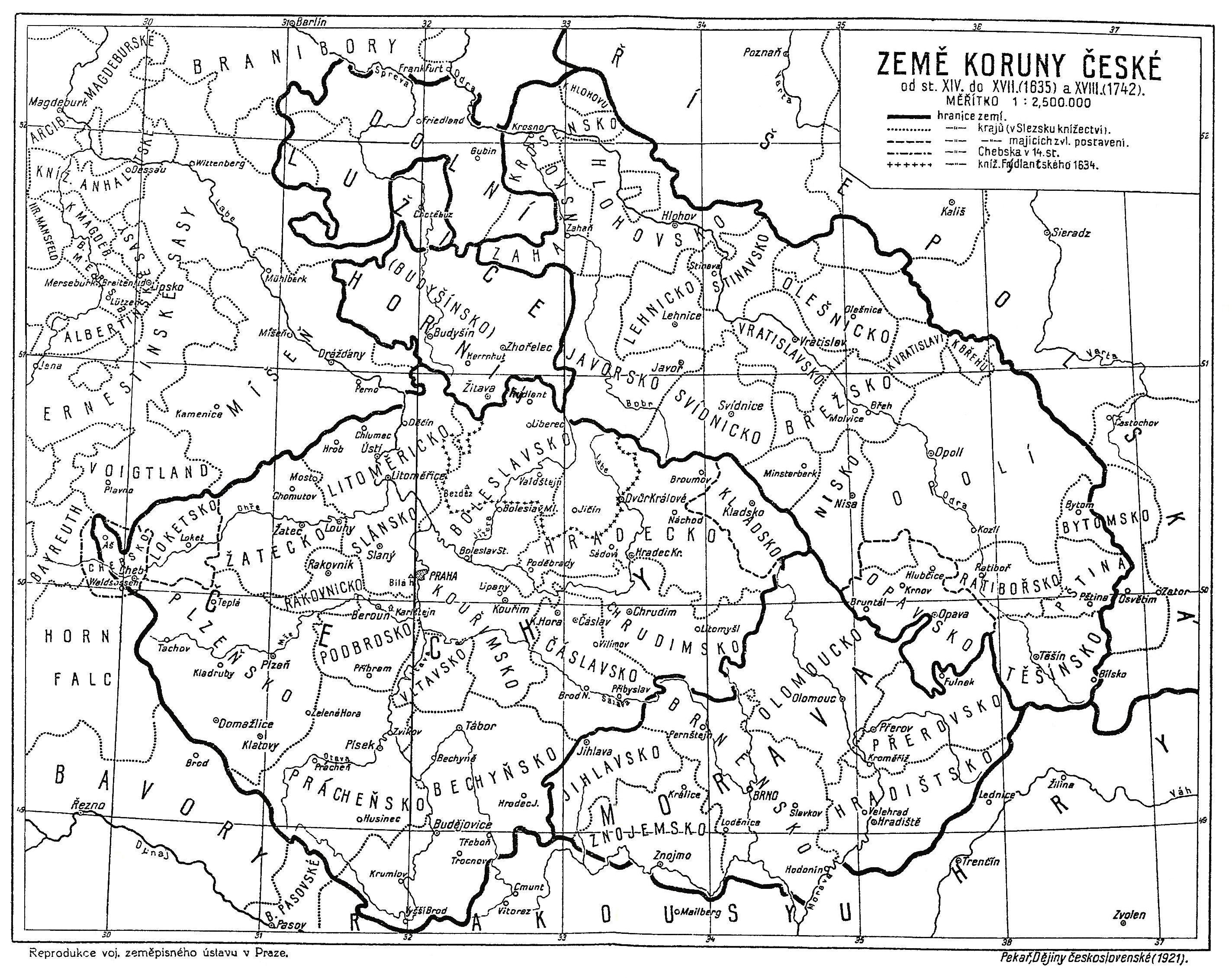
Terras da Coroa da Boêmia
(até 1635), mapa de Josef Pekař, 1921

| Kraje do Reino da Boêmia - Bechyně - Boleslav - Čáslav - Chrudim - Hradec Králové - Kłodzko - Kouřim em Praga - Litoměřice - Loket - Vltava - Plzeň - Podbrdsko em Beroun - Prácheň em Písek - Rakovník - Slaný - Žatec | Kraje do Marca de Morávia - Brno - Hradiště - Jihlava - Olomouc - Přerov - Znojmo | Ducados da Silésia - Brzeg - Bytom - Cieszyn - Głogów - Jawor - Legnica - Nysa - Oleśnica - Opava - Opole - Pszczyna - Racibórz - Ścinawa - Świdnica - Wrocław - Żagań - Ziębice | Marca de Lusácia - Alta Lusácia em Bautzen - Baixa Lusácia em Lübben |